# Dieter Lange (Maler)
Dieter Lange (* 21. Juni 1938 in Dresden; † 12. November 2010 in Potsdam) war ein deutscher Bühnen- und Kostümbildner und Maler.

## Leben
Dieter Lange wuchs in einer Dresdner Handwerksfamilie auf, besuchte von 1944 bis 1954 die Grundschule und ließ sich anschließend zum Gebrauchswerber ausbilden. 1955 machte er seinen Facharbeiter-Abschluss. Nach einem Praktikum am Staatstheater Dresden begann er 1957 ein Studium an der Hochschule für Bildende Künste Dresden in der Fachrichtung Bühnenbild, das er 1962 mit dem Diplom abschloss. 1962 wurde er Bühnenbildner am Städtischen Theater Plauen, 1966–1968 an den Städtischen Bühnen Karl-Marx-Stadt (heute Chemnitz), ab 1968 war er 1. Bühnen- und Kostümbildner sowie stellvertretender Ausstattungsleiter, ab 1990 bis zu seiner Verrentung 2001 Ausstattungsleiter am Deutschen Nationaltheater Weimar.
Lange war bis 1990 Mitglied des Verbands Bildender Künstler der DDR und 1987/1988 auf der X. Kunstausstellung der DDR in Dresden vertreten. Seine kritische Haltung zur DDR brachte ihn ein langjähriges Ausreiseverbot ein, was dazu führte, dass er nicht mit zu Gastspielreisen in das westliche Ausland reisen durfte.
2002 zog Dieter Lange nach Wilhelmshorst in die Nähe von Potsdam, 2006 direkt nach Potsdam und widmete sich intensiv seiner eigenen Malerei, die „oftmals streng, scheinbar einfach, immer farbkräftig“ nach dem Klang von Farbe sucht.
Dieter Lange war seit Oktober 1963 mit der Musikerin Rosemarie Christel, geb. Schikora verheiratet. Er ist der Vater der Kostümbildnerin Anja Laterne (1964–2019) und der Flötistin Bettina Lange (* 1968).

## Leistungen
Dieter Lange wirkte maßgeblich an Inszenierungen von u. a. Harry Kupfer, Ruth Berghaus und Ehrhard Warneke mit. Seine besondere Leidenschaft galt dem Musiktheater. So war er für die Ausstattung zahlreicher Ur- und Erstaufführungen im Musiktheater der DDR verantwortlich, u. a. »Lewins Mühle« (Udo Zimmermann, 1973), »Fiesta« (Robert Hanell, 1974), »Omphale« (Siegfried Matthus, 1976), »Die Globolinks« (Gian Carlo Menotti, 1976), 1978 für die Uraufführung von Der Mantel (nach Gogol) von Gerhard Rosenfeld, »Die weiße Rose« (Udo Zimmermann, 1979), »Das Chagrinleder« (Fritz Geißler, 1981), »Der zerbrochene Krug« (Viktor Ullmann, 1996)
Seine letzte Arbeit für das Theater war die Ausstattung der Oper Mathis der Maler von Paul Hindemith, die am 2. Juni 2001 in Weimar Premiere hatte.
Nach seinem Umzug nach Wilhelmshorst/Weimar konzentrierte er sich auf die eigene Malerei und Grafik. Seine Bilder wurden in Weimar, Erfurt und Potsdam ausgestellt.
Er hinterließ über 300 Bilder und grafische Werke sowie unzählige Bühnenbild-Entwürfe und Figurinen. Sein Nachlass befindet sich im Familienbesitz.